# Hadena cinochrea
Hadena cinochrea là một loài bướm đêm trong họ Noctuidae.